# Mexikanische Basketballnationalmannschaft
Die mexikanische Basketballnationalmannschaft der Herren vertritt Mexiko bei Basketball-Länderspielen. Sie gehört zu den führenden Nationalmannschaften Mittelamerikas und nimmt relativ regelmäßig an den kontinentalen Endrunden bei der Basketball-Amerikameisterschaft teil. Beim ersten olympischen Basketballwettbewerb bei den Olympischen Spielen 1936 gewann sie eine Bronzemedaille.
Dies blieb auch in der Folge der größte internationale Erfolg. Nach dem Rücktritt von Manuel Raga, dreifacher Europapokalsieger mit Ignis Varese und einer der EuroLeague’s 50 Greatest Contributors, konnte sich die Nationalmannschaft ab den Olympischen Spielen 1976 jahrzehntelang nicht mehr für eine globale Endrunde qualifizieren. Dies gelang erst 2013 wieder, als man die Amerikameisterschaft gewann und die Qualifikation für die Weltmeisterschaft 2014 (die bereits mit dem Halbfinaleinzug festgestanden hatte) schaffte.

## Abschneiden bei internationalen Wettbewerben

### Weltmeisterschaften
| - 1950 – nicht qualifiziert - 1954 – nicht qualifiziert - 1959 – 13. Platz - 1963 – 9. Platz - 1967 – 8. Platz | - 1970 – nicht qualifiziert - 1974 – 9. Platz - 1978 bis 2010 – nicht qualifiziert - 2014 – 14. Platz - 2019 – nicht qualifiziert | - 2023 – 25. Platz |

### Olympische Spiele
| - 1936 – . Platz - 1948 – 4. Platz - 1952 – 9. Platz - 1956 – nicht qualifiziert - 1960 – 12. Platz | - 1964 – 12. Platz - 1968 – 5. Platz - 1972 – nicht qualifiziert - 1976 – 10. Platz - 1980 bis 2020 – nicht qualifiziert |  |

### Amerikameisterschaften
| - 1980 – 5. Platz - 1984 – 5. Platz - 1988 – 6. Platz - 1989 – 9. Platz - 1992 – 7. Platz | - 1993 – nicht qualifiziert - 1995 – nicht qualifiziert - 1997 – 10. Platz - 1999 – nicht qualifiziert - 2001 – 9. Platz | - 2003 – 6. Platz - 2005 – 10. Platz - 2007 – 7. Platz - 2009 – 7. Platz - 2011 – nicht qualifiziert | - 2013 – . Platz - 2015 – 4. Platz - 2017 – . Platz - 2017 – 6. Platz |

### Panamerikanische Spiele
| - 1951 – 8. Platz - 1955 – 4. Platz - 1959 – 4. Platz - 1963 – 7. Platz - 1967 – . Platz | - 1971 – 4. Platz - 1975 – 4. Platz - 1979 – 8. Platz - 1983 – . Platz - 1987 – 4. Platz | - 1991 – . Platz - 1995 – 5. Platz - 1999 – nicht teilgenommen - 2003 – 5. Platz - 2007 – nicht teilgenommen | - 2011 – . Platz - 2015 – 8. Platz - 2019 – 7. Platz |

### Zentralamerikanische Meisterschaften
| - 1965 – . Platz - 1967 – 4. Platz - 1969 – . Platz - 1971 – nicht teilgenommen - 1973 – . Platz | - 1975 – . Platz - 1977 – 4. Platz - 1981 – nicht teilgenommen - 1985 – 4. Platz - 1987 – . Platz | - 1989 – 4. Platz - 1991 – . Platz - 1993 – 5. Platz - 1995 – nicht qualifiziert - 1997 – 4. Platz | - 1999 – 5. Platz - 2001 – . Platz - 2003 – . Platz - 2004 – 4. Platz - 2006 – 4. Platz | - 2008 – 5. Platz - 2010 – 6. Platz - 2012 – 6. Platz - 2014 – . Platz - 2016 – . Platz |

## Aktueller Kader
| Spieler | Spieler              | Spieler           | Spieler | Spieler | Spieler  | Spieler                    |
| Nr.     | Name                 | Geburt            | Größe   | Info    | Einsätze | Verein                     |
| ------- | -------------------- | ----------------- | ------- | ------- | -------- | -------------------------- |
|         |                      | Guards (PG, SG)   |         |         |          |                            |
| 4       | Paul Stoll           | 14.12.1985        | 180 cm  |         |          | Fuerza Regia               |
| 7       | Jorge Ivan Gutiérrez | 27.12.1988        | 191 cm  |         |          | Astros de jalisco          |
| 8       | Moisés Andriassi     | 01.03.2000        | 187 cm  |         |          | Astros de jalisco          |
| 9       | Pako Cruz            | 03.10.1989        | 191 cm  |         |          | Manisaspor                 |
| 10      | Gabriel Girón        | 27.02.1988        | 192 cm  | (C)     |          | Fuerza Regia               |
| 13      | Orlando Méndez       | 29.04.1986        | 182 cm  |         |          | Plateros de Fresnillo      |
|         |                      | Forwards (SF, PF) |         |         |          |                            |
| 2       | Gael Bonilla         | 26.02.2003        | 202 cm  |         |          | Cáceres CB                 |
| 3       | Fabián Jaimes        | 22.09.1992        | 198 cm  |         |          | Panteras de Aguascalientes |
| 15      | Jorge Camacho        | 16.04.1989        | 201 cm  |         |          | Rayos De Hermosillo        |
|         |                      | Center (C)        |         |         |          |                            |
| 25      | Israel Gutiérrez     | 15.01.1993        | 208 cm  |         |          | Dorados de Chihuahua       |
| 34      | Joshua Ibarra        | 26.01.1995        | 210 cm  |         |          | Plateros de Fresnillo      |
| 44      | Daniel Amigo         | 13.09.1995        | 208 cm  |         |          | Libertadores de Queretaro  |

| Trainer            | Trainer       | Trainer         |
| Nat.               | Name          | Position        |
| ------------------ | ------------- | --------------- |
| Mexiko             | Omar Quintero | Head Coach      |
| Vereinigte Staaten | Kaleb Canales | Assistenz-Coach |

| Legende                | Legende            |
| Abk.                   | Bedeutung          |
| ---------------------- | ------------------ |
| (C)                    | Mannschaftskapitän |
| Quellen                |                    |
| Teamhomepage           |                    |
| Ligahomepage           |                    |
| Stand: 24. August 2023 |                    |

| Legende                | Legende            |
| Abk.                   | Bedeutung          |
| ---------------------- | ------------------ |
| (C)                    | Mannschaftskapitän |
| Quellen                |                    |
| Teamhomepage           |                    |
| Ligahomepage           |                    |
| Stand: 24. August 2023 |                    |

## Ehemalige Kader
| Nr. | Name                 | Geburtsdatum    | Größe  | Position                | Einsätze          | Club                       |
| --- | -------------------- | --------------- | ------ | ----------------------- | ----------------- | -------------------------- |
| 4   | Paul Stoll           | 14.12.1985      | 180 cm | Guard                   |                   | Fuerza Regia               |
| 7   | Jorge Ivan Gutiérrez | 27.12.1988      | 191 cm | Guard                   |                   | Astros de jalisco          |
| 8   | Moisés Andriassi     | 01.03.2000      | 187 cm | (C)                     | Astros de jalisco |                            |
| 9   | Pako Cruz            | 03.10.1989      | 191 cm | Manisaspor (Basketball) |                   |                            |
| 10  | Gabriel Girón        | 27.02.1988      | 192 cm | Guard                   |                   | Fuerza Regia               |
| 13  | Orlando Méndez       | 29.04.1986      | 182 cm | Guard                   |                   | Plateros de Fresnillo      |
| 2   | Gael Bonilla         | 26.02.2003      | 202 cm | Forward                 |                   | Cáceres CB                 |
| 3   | Fabián Jaimes        | 22.09.1992      | 198 cm | Forward                 |                   | Panteras de Aguascalientes |
| 15  | Jorge Camacho        | 16.04.1989      | 201 cm | Forward                 |                   | Rayos De Hermosillo        |
| 25  | Israel Gutiérrez     | 15.01.1993      | 208 cm | Center                  |                   | Dorados de Chihuahua       |
| 34  | Joshua Ibarra        | 26.01.1995      | 210 cm | Center                  |                   | Plateros de Fresnillo      |
| 44  | Daniel Amigo         | 13.09.1995      | 208 cm | Center                  |                   | Libertadores de Queretaro  |
|     | Omar Quintero        | Head Coach      |        |                         |                   |                            |
|     | Kaleb Canales        | Assistenz-Coach |        |                         |                   |                            |

| Nr. | Name                   | Geburtsdatum    | Größe  | Position | Einsätze | Club                           |
| --- | ---------------------- | --------------- | ------ | -------- | -------- | ------------------------------ |
| 4   | Paul Stoll             | 14.12.1985      | 180 cm | Guard    |          | Trabzonspor                    |
| 7   | Jorge Ivan Gutiérrez   | 27.12.1988      | 191 cm | Guard    |          | Brooklyn Nets                  |
| 11  | David Pedro Meza       | 15.10.1985      | 186 cm | Guard    |          | Halcones UV Xalapa (LNBP)      |
| 13  | Orlando Méndez         | 29.04.1986      | 182 cm | Guard    |          | Halcones UV Xalapa (LNBP)      |
| 5   | Marco Ramos            | 26.02.1987      | 198 cm | Forward  |          | Halcones Rojos Veracruz (LNBP) |
| 6   | Román Eduardo Martínez | 05.03.1988      | 197 cm | Forward  |          | Soles de Mexicali (LNBP)       |
| 9   | Francisco Cruz         | 03.10.1989      | 202 cm | Forward  |          | Halcones Rojos Veracruz (LNBP) |
| 12  | Héctor Hernández       | 15.06.1985      | 204 cm | Forward  |          | Atléticos de San Germán (BSN)  |
| 14  | Adrian Rodrigo Zamora  | 28.10.1986      | 200 cm | Forward  |          | Halcones Rojos Veracruz (LNBP) |
| 8   | Gustavo Ayón           | 01.04.1985      | 206 cm | Center   |          | Atlanta Hawks                  |
| 10  | Israel Gutiérrez       | 15.01.1993      | 206 cm |          |          | Halcones Rojos Veracruz (LNBP) |
| 15  | Adam Parada            | 21.10.1981      | 208 cm | Center   |          | Halcones UV Xalapa (LNBP)      |
|     | Sergio Valdeolmillos   | Head Coach      |        |          |          |                                |
|     | Ramón Díaz             | Assistenz-Coach |        |          |          |                                |
|     | Javier Ceniceros       | Assistenz-Coach |        |          |          |                                |

### Bekannte Spieler
Weitere bekannte Spieler, die in der jüngeren Vergangenheit in der Nationalmannschaft spielten, sind:
- Eduardo Nájera (* 1976) – jetzt Trainer bei den Texas Legends
- Romel Beck (* 1982)
- Lorenzo Mata (* 1986)